# Stazione di Daegu
La stazione di Daegu (대구역 - 大邱驛 Daegu-yeok) è la principale stazione ferroviaria servente il centro di Daegu, si trova nel quartiere di Dong-gu. La stazione non è da confondere con quella di Dongdaegu utilizzata per gli spostamenti col treno ad alta velocità KTX.